# はまだこう
はまだ こう（1987年9月29日 - ）は、日本のタレント、アイドル、モデル。アイドルユニット・gra-DOLLのメンバー。京都府京丹後市出身。姉はタレントの浜田翔子。義兄はYouTuberのカブキン。

## 略歴
- 2006年よりアバンギャルド／アヴィラに所属し「浜田コウ」の芸名でモデルやレースクイーンとして活動してきたが、2015年2月に引退。翌2016年4月にアイドルユニット「gra-DOLL」の結成に加わり、「はまだこう」の芸名で芸能活動を再開している[3]。再開後はフリー。
- 2023年7月7日、浜田翔子芸歴20周年として活動を休止していたgra-DOLLを浜田翔子、成田梨紗、はまだこう、稲森美優の4人で9月3日に再結成することを発表[4]。

## 人物
- 趣味：スポーツ観戦、ショッピング
- 特技：書道3段、パン作り、どこでもすぐ寝ることができる

## 出演

### テレビ
- CAR☆Hyper（2006年11月 - 、東京MXテレビ）
- 幹事さまぁ〜ず 女だらけの大新年会（生）アイドルいちご祭り2008（2008年1月1日、日本テレビ）
- 『ぷっ』すま（2008年7月15日、テレビ朝日）
- はねるのトびら（フジテレビ）「奥手だらけの水泳大会」（2008年）
- さまぁ〜ず式（2008年1月20日、2009年2月24日・3月3日、TBS）
- 人生最大のサプライズプロポーズ大作戦！(2008年10月、TBSテレビ)
- SAKAE 緊急忘年会!!(2008年12月31日、CTB)
- ありえへん∞世界(2009年1月、テレビ東京)
- 『ぷっ』すま （2009年7月21日、テレビ朝日） 「ザ・ギリギリマスター」
- サカスさん(2009年8月、TBSテレビ)
- 踊る!さんま御殿!!(2009年11月、日本テレビ)
- 天才をつくる！ガリレオ脳研(テレビ朝日)
- 全力坂(2011年、テレビ朝日)
- ポシュレデパート深夜店(2008年 - 2015年、日本テレビ)
- PON！PON！ポシュレ(日本テレビ)

### インターネット放送
- あっ!とおどろく放送局　「アバンギャル道」 （準レギュラー、2006年10月 - 終了）
- チャンネル北参道「進め！あるある探検隊！ レギュラーのお楽しみ会」(2015年4月)

### ラジオ
- ASIAN美少女FILEアイドルパーティー （2006年12月 - ）
- 金曜だけじゃものたりない! (渋谷クロスFM、2016年4月 - )

### 舞台
- アナザーワールド(2009年)
- お笑い舞台セクスタシー(2009年、2010年)

### 映像作品
- hama-kou（エアーコントロール；2007年7月25日）
- Love!Hamako プレミアム（マジカル／ソニーミュージック；2008年1月30日）
- idol FeatureS Avan5（マジカル／ソニーミュージック；2008年3月19日）
- シスター最コウ!!（ティーエムシー／セルフラッシュ；2008年9月22日）
- KOU-TIME（ビデオメーカー；2008年12月20日）
- Treble（マジカル／ソニーミュージック；2009年1月14日）佐々木梨絵、本橋優華との共作
- 世界をコウ福にする唯一のidol（マジカル／ソニーミュージック；2009年3月18日）

## その他の活動
- エンドレスレディ（2006年10月～2009年2月）
- フジテレビケータイサイトNAVIガール
- Baby'Chips (2010年〜期間限定ユニット)
- Team JLOC レースクイーン（2011年4月～2015年2月）
- レースクイーンアイドルユニットR☆D☆5 (2011年11月 - 2015年1月)
- アイドルユニット『gra-DOLL』(2016年4月〜)